# Cirrhosoma translucida
Cirrhosoma translucida là một loài bướm đêm trong họ Geometridae.